# Payungsari (Pedes)
Payungsari is een bestuurslaag in het regentschap Karawang van de provincie West-Java, Indonesië. Payungsari telt 7081 inwoners (volkstelling 2010).